# Nagari Bukik Batabuah
Nagari Bukik Batabuah is een bestuurslaag in het regentschap Agam van de provincie West-Sumatra, Indonesië. Nagari Bukik Batabuah telt 7757 inwoners (volkstelling 2010).